# Stillahavsflottan (USA)
Stillahavsflottan (engelska: United States Pacific Fleet), med förkortning PACFLT, är namnet på den amerikanska flottans örlogsflotta som är baserad i Stilla havet. 
Stillahavsflottan har sitt högkvarter vid Naval Station Pearl Harbor på Hawaii, men stora örlogsbaser finns även i San Diego (Naval Base San Diego & Naval Base Coronado) i Kalifornien samt United States Fleet Activities Yokosuka utanför Tokyo i Japan. 
Sedan 1947 är Stillahavsflottan operativt underställd det försvarsgrensövergripande United States Indo-Pacific Command.

## Historik
Stillahavsflottan bildades 1907 när den asiatiska divisionen och Stillahavsdivisionen slogs samman. År 1910 organiserades dock Första divisionen till Asiatiska flottan. Stillahavsflottan fick sin nuvarande form genom att United States Fleet delades till två flottor, Stillahavsflottan och Atlantflottan, i samband med andra världskriget.
Stillahavsflottan hade fram till maj 1940 sin bas på den amerikanska västkusten, på grund av Japans expansion och krigshandlingar i Asien, fick amerikanska flottan order om att ta framskjuten position i Stilla havet vid Pearl Harbor.

## Förband

### Typkommandon för Stillahavsflottan
| Symbol | Namn                         | Förkortning | Basering                                               | Funktion        | Ytterligare roll                     | Not   |
|        | Naval Air Force Pacific      | NAVAIRPAC   | Naval Air Station North Island, San Diego, Kalifornien | Flygförband     | Befälhavare för Naval Air Forces     | [ 2 ] |
|        | Naval Surface Forces Pacific | NAVSURFPAC  | Naval Amphibious Base Coronado, San Diego, Kalifornien | Ytstridsförband | Befälhavare för Naval Surface Forces | [ 3 ] |
|        | Submarine Force Pacific      | SUBPAC      | Joint Base Pearl Harbor–Hickam, Hawaii                 | Ubåtsförband    |                                      | [ 4 ] |